# Paul Roh
Paul Roh (* 1. November 1870 in Erfurt; † 24. Oktober 1958 in Baden-Baden) war ein deutscher Diplomat.

## Leben
Paul Roh entstammte einer angesehenen Erfurter Familie. Der Vater Max Roh war ein wohlsituierter Kaufmann und Erfurter Stadtrat. Die Mutter Helene geb. Biltz entstammte einer namhaften Erfurter Wissenschaftler- und Pharmazeutenfamilie. Sein Bruder Walter Roh (*1875–?) wurde Berufsoffizier bei der Fußartillerie. Paul Roh absolvierte das Erfurter Gymnasium und leistete danach in einem Erfurter Regiment (7. Thüringisches Feldartillerie-Regiment Nr. 19), seinen Einjährig-Freiwilligendienst, wobei er durch spätere Reserveübungen im Regiment bis zum Rang eines Hauptmanns d. R. aufstieg.
Roh studierte nach dem Abitur in Erfurt Rechtswissenschaften an der Universität Lausanne, der Universität Leipzig und der Universität Greifswald. 1891 wurde er Mitglied des Corps Saxonia Leipzig. 1894 wurde er in Greifswald zum Dr. jur. utr. promoviert.
Nachdem er 1899 das Assessorexamen abgelegt hatte, trat er unter Ausnutzung von Erfurter Netzwerken 1900 in die Dienste des Auswärtigen Amtes. Von 1902 bis 1908 war er Vizekonsul in Amsterdam und danach ab 1905 in Chicago. 1909 wurde er zum Konsul in New Orleans ernannt. Vertretungsweise war Roh 1913 als Generalkonsul im russischen Odessa tätig. In den USA erregte 1916 ein an sich harmloser Privatbrief von Konsul Paul Roh an den scheidenden deutschen Militärattache und späteren Reichskanzler Franz v. Papen einen heftigen Presseskandal, welcher von englischen Regierungsinstitutionen aus Propagandagründen eifrig inszeniert und geschürt wurde. Mit Abbruch der diplomatischen Beziehungen kehrte er 1917 nach Deutschland zurück. Anschließend leitete Roh die Einrichtung und Organisation einer Passstelle in Eger, später in Krakau. 1918 wurde ihm die Leitung der Reichspassstelle in Arnheim übertragen. Ende des gleichen Jahres wurde er zum Konsul in Rotterdam ernannt.
1920 erfolgte seine Ernennung zum Generalkonsul für Chile in Valparaíso, wo er am 6. Juli 1921 nach gefahrvoller Reise eintraf. Von 1929 bis 1933 war er Generalkonsul I. Klasse für Britisch-Südafrika, Süd- und Nordrhodesien, Nyassaland, das Mandatsgebiet Südwest-Afrika und die englischen Eingeborenen-Reservate und deutscher Missionschef mit Amtssitz in Pretoria.
Aus bislang unbekannten Gründen erachtete das Auswärtige Amt es Ende 1932 für notwendig, Generalkonsul Paul Roh aus seinem Aufenthaltsland abzuberufen und in den Ruhestand zu versetzen, obwohl sich Roh während der ganzen Zeit der Weimarer Republik stets „republiktreu“ verhalten hatte. Aus dem Ruhestand heraus meldete der mittlerweile 69-Jährige im September 1939 sowohl beim Auswärtigen Amt wie auch beim Heer zur Wiederverwendung als Diplomat bzw. Offizier. Doch es kam nicht zu seiner Wiederverwendung. Seiner Ehe mit der Erfurter Fabrikantentochter Elise Lehmann entsprang eine Tochter namens Margot (* 16. März 1902 in Berlin-Wilmersdorf), welche ihren Vater als mitreisendes Familienmitglied auf seiner letzten diplomatischen Mission in Südafrika begleitete.

## Schriften
- Das sogenannte „jus variandi“ des Schuldners beziehungsweise Gläubigers bei alternativen Vertragsobligationen, Greifswald 1994